# Les Enfants Jéromine
Les Enfants Jéromine est un roman en deux volumes écrit par Ernst Wiechert, publié en 1945 et 1947.

## Historique
Les Enfants Jéromine est un roman d'apprentissage en deux volumes écrit par Ernst Wiechert, la première partie écrite en 1940/1941. Surveillé par les nazis, Wiechert avait enterré ce manuscrit et celui du Bois des morts dans son jardin de Wolfratshausen. Les deux tomes furent publiés en 1945 et 1947 à Munich.

## Résumé
Jons Ehrenreich Jeromin est le premier jeune de Sowirog, un village forestier de la province de Prusse-Orientale, à faire des études pour entrer à l'université. Wiechert décrit son parcours ainsi que la vie du village dans tous les bouleversements du XXe siècle naissant. Bien que Jons refuse une situation prometteuse en ville et revienne comme simple médecin de campagne à Sowirog, pour Wiechert c'est une réussite : des personnes peuvent apporter « la justice dans le verger » (Isaïe 32,16). Mais, avec angoisse, les habitants de Sowirog voient arriver une nouvelle guerre et la montée du nazisme ; le roman se termine par le passage des tanks s'éloignant vers l'Est, « vers l'inconnu, l'inconnaissable, bordé de sang ».

## Réception critique
« Empreint d'humanisme chrétien, le bouleversant Les Enfants Jéromine est le chef-d'œuvre méconnu de la littérature allemande du XXe siècle, et Ernst Wiechert, le chaînon entre Thomas Mann et Hermann Hesse. »

— Thomas Mahler, Le Point

## Éditions en allemand
- Die Jeromin-Kinder, tome I, 1945, (Lizenzgeber: Verlag Kurt Desch, München).
- Die Jeromin-Kinder, tome II, 1947, (Lizenzgeber: Verlag Kurt Desch, München).
- Die Jeromin-Kinder, tome I et II en un volume, 1948, (Lizenzgeber: Verlag Kurt Desch, München).

## Traductions en français
- Les Enfants Jéromine, traduit par F. Bertaux et E. Lepointe chez Calmann-Lévy, 1948.
- Les Enfants Jéromine, traduction de F. Bertaux et E. Lepointe chez Calmann-Lévy, coll. « Le Livre de poche », 2016.